# Tempoal de Sánchez

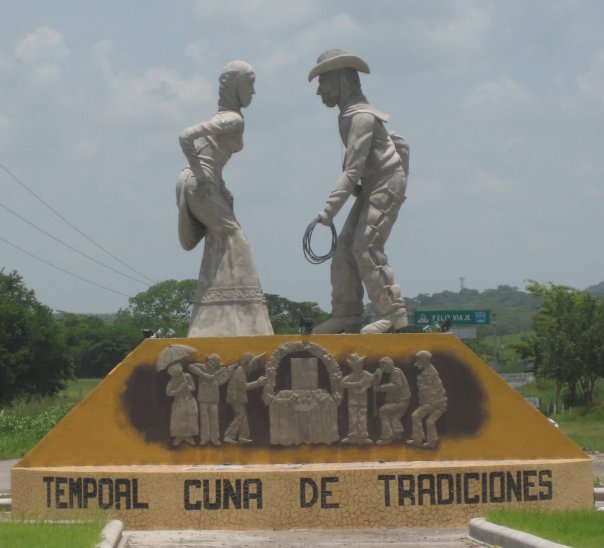
Pórtico de Tempoal.

Tempoal de Sánchez é um cidade do município de Tempoal, no estado de Veracruz, no México. Em 2005, o censo INEGI relatou uma população total de 12 237 habitantes.